# Linea V
La linea V Sixth Avenue Local era una linea della metropolitana di New York che collegava la città da est, con capolinea presso la stazione di Forest Hills-71st Avenue, a ovest, con capolinea presso Lower East Side-Second Avenue. Era indicata con il colore arancione brillante poiché la trunk line utilizzata a Manhattan era la linea IND Sixth Avenue.
La linea svolgeva un service locale lungo tutto il percorso ed era attiva solo nei giorni feriali dalle 5:38 alle 00:11. Fu soppressa a causa di problemi di bilancio della MTA nel giugno 2010 e rimpiazzata dalla linea M.